# FH Близнецов
FH Близнецов (лат. FH Geminorum) — одиночная переменная звезда в созвездии Близнецов на расстоянии (вычисленном из значения параллакса) приблизительно 2 588 световых лет (около 794 парсек) от Солнца. Видимая звёздная величина звезды — от +13,1m до +12,5m.

## Характеристики
FH Близнецов — красная пульсирующая медленная неправильная переменная звезда (LB) спектрального класса M7. Эффективная температура — около 3286 К.